# Ludwig Häßlein
Ludwig Häßlein (* 4. November 1906 in Pfahlenheim, Mittelfranken; † 29. September 1979) war ein deutscher Lehrer, Malakozoologe und Archivar.

## Werdegang
Häßlein war in seinem Berufsleben Oberlehrer an einer Volksschule. Nachdem er 1920 die Bekanntschaft von David Geyer (1855–1932), einem Experten auf dem Gebiet der einheimischen Mollusken gemacht hatte, begann er sich selbst dafür zu interessieren und publizierte in der Folge mehrere Schriften zu den Weichtieren Mitteleuropas. Die Beschäftigung mit dem Thema brachte ihm den Spitznamen „Schnecken-Häßlein“ ein. Für seinen wissenschaftlichen Beitrag wurde er 1967 zum Ehrendoktor der Naturwissenschaftlichen Fakultät der Universität Erlangen ernannt.
Nach dem Tod von August Rebmann übernahm er 1967 die Leitung des Stadtarchivs Lauf, das er bis 1978 führte.
Ludwig Häßlein war verheiratet mit Edith Häßlein und hatte zwei Kinder, Wolfgang und Uta.

## Ehrungen
- 18. Januar 1967: Ehrendoktor der Naturwissenschaftlichen Fakultät der Universität Erlangen
- 1974: Goldene Bürgermedaille der Stadt Lauf a.d.Pegnitz